# Stanisław Jakubczyk
Stanisław Jakubczyk (ur. 18 maja 1916 w Lubatowej, zm. 23 listopada 2018 w Krakowie) – polski malarz, rzeźbiarz, filmowiec oraz literat, Honorowy Obywatel Miasta Iwonicz-Zdrój.

## Życiorys
Ukończył krakowską Akademię Sztuk Pięknych, gdzie studiował w latach 1937-1939 oraz 1945-1947. Ponadto był absolwentem Studium Pedagogicznego w Krakowie (1947) oraz Studium Filmowego w Łodzi (1946). Był członkiem Związku Polskich Artystów Plastyków (od 1947) oraz Towarzystwa Przyjaciół Sztuk Pięknych w Krakowie. Uprawiał malarstwo (obrazy olejne, akwarele, polichromie), będąc m.in. autorem obrazu beatyfikacyjnego bł. Karoliny Kózkówny. Tworzył mozaiki i sgrafitta, rzeźby figuralne, a także projektował witraże oraz wnętrza obiektów sakralnych. Był autorem projektów ponad 150 okien witrażowych oraz wykonał ponad setkę polichromii w kościołach w Polsce, Szwecji, Słowenii i Wielkiej Brytanii. Oprócz sztuk plastycznych tworzył również filmy krótkometrażowe, których tematyką była sztuka. W latach 60. i 70. XX wieku działał w krakowskim Klubie Filmowym „Nowa Huta”. Zajmował się także poezją oraz prozą – wydał kilkanaście publikacji książkowych. Był miłośnikiem turystyki górskiej oraz kajakarstwa.
W 2010 roku otrzymał tytuł Honorowego Obywatela Miasta Iwonicz-Zdrój. Został pochowany na krakowskim Cmentarzu Podgórskim (kwatera XIX-2-18).

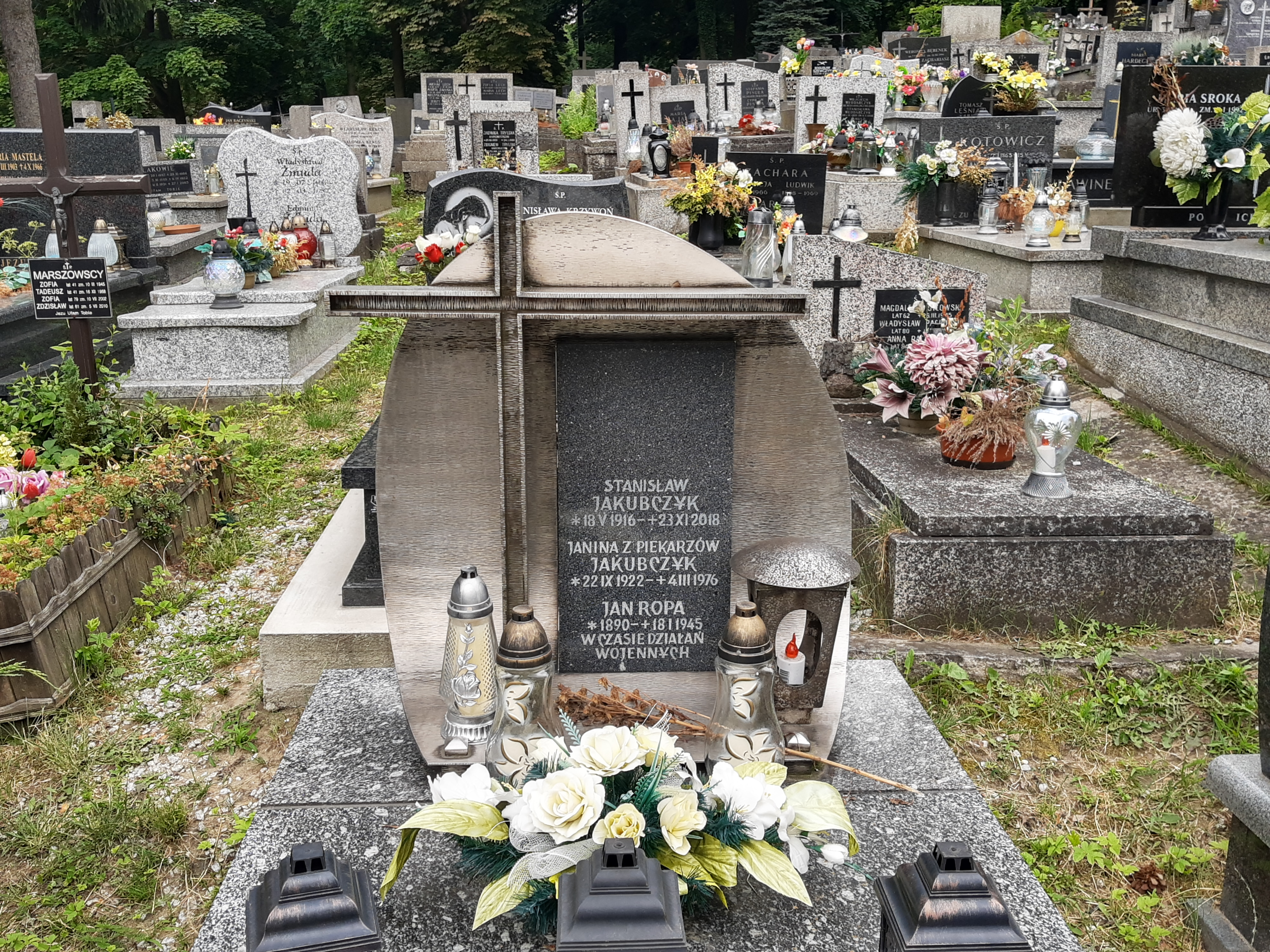
Grób Stanisława Jakubczyka na Cmentarzu Podgórskim

Syn Wojciecha i Marii. Bratem bliźniakiem Stanisława Jakubczyka był ks. Jan Jakubczyk (1909–1992), szambelan papieża Pawła VI i wykładowca Wyższego Seminarium Duchownego w Przemyślu.